# Egyptiska kalendern
Den egyptiska kalendern, känd som Annus Vagus hade ett år som var 365 dagar långt och hade tolv månader som vardera var 30 dagar. Fem extradagar lades till i slutet av året. Månaderna var delade i tre "veckor" som var tio dagar vardera.
Den egyptiska kalendern baserade sig på det datum då Sirius steg över horisonten vilket ungefär sammanföll med nilöversvämningarnas början och ett flertal tempel var ägnade åt Sirius. På grund av avsaknaden av skottår försköts kalendern i förhållande till det verkliga året, så att den efter 1460 år gått ett helt varv, något som benämndes Sothis-period (efter egyptiska namnet på Sirius).
Kalendern användes 2400 f.Kr. och förmodligen även före, på grund av Sothis-data från senare dokument verkar 2773 f.Kr. vara ett sannolikt datum då kalendern började användas. Efter 305 f. Kr. började man indela historien i dynastier.
Den egyptiska kalendern kom att leva kvar i from av den alexandrinska kalendern, i vilken man lagt till skottår, och kom att påverka inte bara den julianska kalendern utan senare även den franska revolutionskalendern.